# Campeonato Mundial de Natación de 1991
El VI Campeonato Mundial de Natación se celebró en Perth (Australia) entre el 3 y el 13 de enero de 1991. Fue organizado por la Federación Internacional de Natación (FINA) y la Federación Australiana de Natación. Participaron un total de 1.142 atletas representantes de 60 federaciones nacionales.
Se realizaron competiciones de natación, natación sincronizada, saltos, natación en aguas abiertas y waterpolo. Todas los eventos se efectuaron en las piscinas del Centro Acuático Perth Superdrome, a excepción de las pruebas de aguas abiertas que se disputaron en el río Swan.

## Resultados de natación

### Masculino
| Evento                   | Oro                                                                               | Plata                                                                               | Bronce                                                                                     |
| ------------------------ | --------------------------------------------------------------------------------- | ----------------------------------------------------------------------------------- | ------------------------------------------------------------------------------------------ |
| 50 m libre               | Tom Jagger Estados Unidos 22,16                                                   | Matt Biondi Estados Unidos 22,26                                                    | Gennadi Prigoda URSS 22,62                                                                 |
| 100 m libre              | Matt Biondi Estados Unidos 49,18                                                  | Tommy Werner · Suecia · 49,63                                                       | Giorgio Lamberti · Italia · 49,82                                                          |
| 200 m libre              | Giorgio Lamberti · Italia · 1:47,27                                               | Stefen Zesner · Alemania · 1:48,28                                                  | Artur Wojdat · Polonia · 1:48,40                                                           |
| 400 m libre              | Jörg Hoffmann · Alemania · 3:48,04                                                | Stefan Pfeiffer · Alemania · 3:48,86                                                | Artur Wojdat · Polonia · 3:49,07                                                           |
| 1500 m libre             | Jörg Hoffmann · Alemania · 14:50,36 (RM)                                          | Kieren Perkins Australia 14:50,58                                                   | Stefan Pfeiffer · Alemania · 14:59,34                                                      |
| 100 m espalda            | Jeff Rouse Estados Unidos 55,23                                                   | Mark Tewksbury · Canadá · 55,29                                                     | Martín López-Zubero · España · 55,61                                                       |
| 200 m espalda            | Martín López-Zubero · España · 1:59,52                                            | Stefano Battistelli · Italia · 1:59,98                                              | Vladimir Selkov URSS 1:00,33                                                               |
| 100 m braza              | Norbert Rózsa · Hungría · 1:01,45 (RM)                                            | Adrian Moorhouse Reino Unido 1:01,58                                                | Gianni Minervini · Italia · 1:01,74                                                        |
| 200 m braza              | Mike Barrowman Estados Unidos 2:11,23 (RM)                                        | Norbert Rózsa · Hungría · 2:12,03                                                   | Nicholas Gillingham Reino Unido 2:13,12                                                    |
| 100 m mariposa           | Anthony Nesty Surinam 53,29                                                       | Michael Groß · Alemania · 53,31                                                     | Viacheslav Kulikov URSS 53,74                                                              |
| 200 m mariposa           | Melvin Stewart Estados Unidos 1:55,69 (RM)                                        | Michael Groß · Alemania · 1:56,78                                                   | Támas Darny · Hungría · 1:58,25                                                            |
| 200 m cuatro estilos     | Támas Darny · Hungría · 1:59,36 (RM)                                              | Eric Namesnik Estados Unidos 2:01,87                                                | Christian Geßner · Alemania · 2:02,36                                                      |
| 400 m cuatro estilos     | Támas Darny · Hungría · 4:12,36 (RM)                                              | Eric Namesnik Estados Unidos 4:15,21                                                | Stefano Battistelli · Italia · 4:16,50                                                     |
| 4 × 100 m libre          | Estados Unidos Tom Jagger Bret Lang Douglas Gjersten Matt Biondi 3:17,15          | Alemania · Peter Sitt · Dirk Richter · Steffen Zesner · Bengt Zigarsky · 3:18,88    | URSS Gennadi Prigoda Yuri Bashkatov Veniamin Tayanovich Vladimir Tkachenko 3:18,97         |
| 4 × 200 m libre          | Alemania · Peter Sitt · Steffen Zesner · Stefan Pfeiffer · Michael Groß · 7:13,50 | Estados Unidos Troy Dalbey Melvin Stewart Daniel Jorgensen Douglas Gjersten 7:14,87 | Italia · Emanuel Idini · Roberto Gleria · Stefano Battistelli · Giorgio Lamberti · 7:17,18 |
| 4 × 100 m cuatro estilos | Estados Unidos Jeff Rouse Eric Wunderlich Mark Henderson Matt Biondi 3:39,66      | URSS Vladimir Shemetov Dmitri Volkov Viacheslav Kulikov Veniamin Tayanovich 3:40,41 | Alemania · Frank Hoffmeister · Christian Poswiat · Michael Groß · Dirk Richter · 3:42,13   |

- RM – Récord mundial.

### Femenino
| Evento                   | Oro                                                                                           | Plata                                                                                    | Bronce                                                                                   |
| ------------------------ | --------------------------------------------------------------------------------------------- | ---------------------------------------------------------------------------------------- | ---------------------------------------------------------------------------------------- |
| 50 m libre               | Zhuang Yong China 25,47                                                                       | Leigh Fetter Estados Unidos Catherine Plewinski Francia 25,50                            |                                                                                          |
| 100 m libre              | Nicole Haislett Estados Unidos 55,17                                                          | Catherine Plewinski Francia 55,31                                                        | Zhuang Yong China 55,65                                                                  |
| 200 m libre              | Hayley Lewis Australia 2:00,48                                                                | Janet Evans Estados Unidos 2:00,67                                                       | Mette Jacobsen Dinamarca 2:00,93                                                         |
| 400 m libre              | Janet Evans Estados Unidos 4:08,63                                                            | Hayley Lewis Australia 4:09,40                                                           | Suzu Chiba Japón 4:11,44                                                                 |
| 800 m libre              | Janet Evans Estados Unidos 8:24,05                                                            | Grit Müller · Alemania · 8:30,20                                                         | Jana Henke · Alemania · 8:30,31                                                          |
| 100 m espalda            | Krisztina Egerszegi · Hungría · 1:01,78                                                       | Tünde Szabó · Hungría · 1:01,98                                                          | Janie Wagstaff Estados Unidos 1:02,17                                                    |
| 200 m espalda            | Krisztina Egerszegi · Hungría · 2:09,15                                                       | Dagmar Hase · Alemania · 2:12,01                                                         | Janie Wagstaff Estados Unidos 2:1314                                                     |
| 100 m braza              | Linley Frame Australia 1:08,81                                                                | Jana Dörries · Alemania · 1:08,35                                                        | Elena Volkova URSS 1:09,66                                                               |
| 200 m braza              | Elena Volkova URSS 2:29,53                                                                    | Linley Frame Australia 2:30,02                                                           | Jana Dörries · Alemania · 2:30,14                                                        |
| 100 m mariposa           | Hong Qiang China 59,61                                                                        | Wang Xiaohong China 59,81                                                                | Catherine Plewinski Francia 59,88                                                        |
| 200 m mariposa           | Summer Sanders Estados Unidos 2:09,24                                                         | Rie Shuto Japón 2:11,06                                                                  | Hayley Lewis Australia 2:11,09                                                           |
| 200 m cuatro estilos     | Lin Li China 2:13,40                                                                          | Summer Sanders Estados Unidos 2:14,06                                                    | Daniele Hunger · Alemania · 2:16,16                                                      |
| 400 m cuatro estilos     | Lin Li China 4:41,45                                                                          | Hayley Lewis Australia 4:41,46                                                           | Summer Sanders Estados Unidos 4:43,41                                                    |
| 4 × 100 m libre          | Estados Unidos Nicole Haislett Julie Cooper Whitney Hedgepeth Jennifer Thompson 3:43,26       | Alemania · Simone Osygus · Kerstin Kielgaß · Karin Seick · Manuela Stellmach · 3:44,37   | Países Bajos · Marianne Muis · Inge de Bruijn · Mildred Muis · Karin Brienesse · 3:45,05 |
| 4 × 200 m libre          | Alemania · Kerstin Kielgaß · Manuela Stellmach · Dagmar Hase · Stephanie Ortwig · 8:02,56     | Países Bajos · Marianne Muis · Manon Masseurs · Mildred Muis · Karin Brienesse · 8:05,56 | Dinamarca Gitta Jensen Berit Puggaard Annette Poulsen Mette Jacobsen 8:07,97             |
| 4 × 100 m cuatro estilos | Estados Unidos Janie Wagstaff Tracey McFarlane Crissy Ahmann-Leighton Nicole Haislett 4:06,51 | Australia Nicole Livingston Linley Frame Susan O'Neill Karen van Wirdum 4:08,04          | Alemania · Svenja Schlicht · Jana Dörris · Susanne Müller · Manuela Stellmach · 4:10,50  |

- RM – Récord mundial.

### Medallero
| Núm. | País           | Oro | Plata | Bronce | Total |
| ---- | -------------- | --- | ----- | ------ | ----- |
| 1    | Estados Unidos | 13  | 7     | 3      | 23    |
| 2    | Hungría        | 5   | 2     | 1      | 8     |
| 3    | Alemania       | 4   | 9     | 7      | 20    |
| 4    | China          | 4   | 1     | 1      | 6     |
| 5    | Australia      | 2   | 5     | 1      | 8     |
| 6    | URSS           | 1   | 1     | 5      | 7     |
| 7    | Italia         | 1   | 1     | 4      | 6     |
| 8    | España         | 1   | 0     | 1      | 2     |
| 9    | Surinam        | 1   | 0     | 0      | 1     |
| 10   | Francia        | 0   | 2     | 1      | 3     |
| 11   | Japón          | 0   | 1     | 1      | 2     |
| 11   | Países Bajos   | 0   | 1     | 1      | 2     |
| 11   | Reino Unido    | 0   | 1     | 1      | 2     |
| 14   | Canadá         | 0   | 1     | 0      | 1     |
| 14   | Suecia         | 0   | 1     | 0      | 1     |
| 16   | Dinamarca      | 0   | 0     | 2      | 2     |
| 16   | Polonia        | 0   | 0     | 2      | 2     |
|      | TOTAL          | 32  | 33    | 31     | 96    |

## Resultados de saltos

### Masculino
| Evento          | Oro                                          | Plata                                 | Bronce                           |
| --------------- | -------------------------------------------- | ------------------------------------- | -------------------------------- |
| Trampolín 1 m   | Edwin Jongejans · Países Bajos · 588,51 pts. | Mark Lenzi Estados Unidos 578,22 pts. | Wang Yijie China 577,86 pts.     |
| Trampolín 3 m   | Kent Ferguson Estados Unidos 750,06          | Tan Liangde China 643,95              | Albin Killat · Alemania · 619,77 |
| Plataforma 10 m | Sun Shuwei China 623,79                      | Xiong Ni China 603,81                 | Georgi Chigovadze URSS 580,68    |

### Femenino
| Evento          | Oro                     | Plata                              | Bronce                                   |
| --------------- | ----------------------- | ---------------------------------- | ---------------------------------------- |
| Trampolín 1 m   | Gao Min China 478,26    | Wendy Lucero Estados Unidos 467,82 | Heidemarie Bártová Checoslovaquia 449,76 |
| Trampolín 3 m   | Gao Min China 539,01    | Irina Lashko URSS 524,70           | Brita Baldus · Alemania · 503,70         |
| Plataforma 10 m | Fu Mingxia China 426,51 | Elena Miroshina URSS 402,87        | Wendy Williams Estados Unidos 400,23     |

### Medallero
| Núm. | País            | Oro | Plata | Bronce | Total |
| ---- | --------------- | --- | ----- | ------ | ----- |
| 1    | China           | 4   | 2     | 1      | 7     |
| 2    | Estados Unidos  | 1   | 2     | 1      | 4     |
| 3    | Países Bajos    | 1   | 0     | 0      | 1     |
| 4    | URSS            | 0   | 2     | 1      | 3     |
| 5    | Alemania        | 0   | 0     | 2      | 2     |
| 6    | República Checa | 0   | 0     | 1      | 1     |
|      | TOTAL           | 6   | 6     | 6      | 18    |

## Resultados de natación en aguas abiertas
| Evento          | Oro                                       | Plata                                    | Bronce                                 |
| --------------- | ----------------------------------------- | ---------------------------------------- | -------------------------------------- |
| 25 km masculino | Chad Hundeby Estados Unidos 5:01:45,78    | Sergio Chariandini · Italia · 5:03:18,81 | Dave O'Brien Australia 5:08:53,35      |
| 25 km femenino  | Shelley Taylor-Smith Australia 5:21:05,53 | Martha Jahn Estados Unidos 5:25:16,67    | Karen Burton Estados Unidos 5:28:22,74 |

### Medallero
| Núm. | País           | Oro | Plata | Bronce | Total |
| ---- | -------------- | --- | ----- | ------ | ----- |
| 1    | Estados Unidos | 1   | 1     | 1      | 3     |
| 2    | Australia      | 1   | 0     | 1      | 2     |
| 3    | Italia         | 0   | 1     | 0      | 1     |
|      | TOTAL          | 2   | 2     | 2      | 6     |

## Resultados de natación sincronizada
| Evento | Oro | Plata | Bronce |
| ------ | --- | --- | --- |
| Solo   | Sylvie Fréchette · Canadá · 201,013 pts. | Kristen Babb Estados Unidos 196,314 pts. | Mikako Kotani Japón 195,110 pts.                                                                                               |
| Dúo    | Sarah Josephson Karen Josephson Estados Unidos 199,762                                                                                            | Mikako Kotani Aki Takayama Japón 194,307 | Kathy Glen · Lisa Alexander · Canadá · 192,649                                                                                 |
| Equipo | Kristen Babb Becky Dyroen Karen Josephson Sarah Josephson Jill Savery Nathalie Schneyder Heather Simmons Michelle Svitenko Estados Unidos 196,144 | Lisa Alexander · Karen Clark · Charlene Davies · Karen Fonteyne · Kathy Glen · Heather Johnston · Christine Larsen · Cari Read · Canadá · 193,269 | Hisako Aoishi Mina Enkaku Kiyoko Ishibashi Ikuko Kato Fumiko Okuno Aki Takayama Yumi Wakabayashi Chiaki Yamamura Japón 189,753 |

### Medallero
| Núm. | País           | Oro | Plata | Bronce | Total |
| ---- | -------------- | --- | ----- | ------ | ----- |
| 1    | Estados Unidos | 2   | 1     | 0      | 3     |
| 2    | Canadá         | 1   | 1     | 1      | 3     |
| 3    | Japón          | 0   | 1     | 2      | 3     |
|      | TOTAL          | 3   | 3     | 3      | 9     |

## Resultados de waterpolo
- Resultados del torneo masculino
- Resultados del torneo femenino

| Evento    | Oro            | Plata    | Bronce         |
| --------- | -------------- | -------- | -------------- |
| Masculino | Yugoslavia     | España · | Hungría ·      |
| Femenino  | Países Bajos · | Canadá · | Estados Unidos |

## Medallero total
| Núm. | País            | Oro | Plata | Bronce | Total |
| ---- | --------------- | --- | ----- | ------ | ----- |
| 1    | Estados Unidos  | 17  | 11    | 6      | 34    |
| 2    | China           | 8   | 3     | 2      | 13    |
| 3    | Hungría         | 5   | 2     | 2      | 9     |
| 4    | Alemania        | 4   | 9     | 9      | 22    |
| 5    | Australia       | 3   | 5     | 2      | 10    |
| 6    | Países Bajos    | 2   | 1     | 1      | 4     |
| 7    | URSS            | 1   | 3     | 6      | 10    |
| 8    | Canadá          | 1   | 3     | 1      | 5     |
| 9    | Italia          | 1   | 2     | 4      | 7     |
| 10   | España          | 1   | 1     | 1      | 3     |
| 11   | Surinam         | 1   | 0     | 0      | 1     |
| 11   | Yugoslavia      | 1   | 0     | 0      | 1     |
| 13   | Japón           | 0   | 2     | 3      | 5     |
| 14   | Francia         | 0   | 2     | 1      | 3     |
| 15   | Reino Unido     | 0   | 1     | 1      | 2     |
| 16   | Suecia          | 0   | 1     | 0      | 1     |
| 17   | Dinamarca       | 0   | 0     | 2      | 2     |
| 17   | Polonia         | 0   | 0     | 2      | 2     |
| 19   | República Checa | 0   | 0     | 1      | 1     |
|      | TOTAL           | 45  | 46    | 44     | 135   |